# Sapintus flavonotatus
Sapintus flavonotatus es una especie de coleóptero de la familia Anthicidae.

## Distribución geográfica
Habita en Bangladés.